# Orani (Bataan)
Orani è una municipalità di seconda classe delle Filippine, situata nella Provincia di Bataan, nella Regione del Luzon Centrale.
Orani è formata da 29 baranggay:
- Apollo
- Bagong Paraiso (Pob.)
- Balut (Pob.)
- Bayan (Pob.)
- Calero (Pob.)
- Centro I (Pob.)
- Centro II (Pob.)
- Dona
- Kabalutan
- Kaparangan
- Maria Fe
- Masantol
- Mulawin
- Pag-asa
- Paking-Carbonero (Pob.)

- Palihan (Pob.)
- Pantalan Bago (Pob.)
- Pantalan Luma (Pob.)
- Parang Parang (Pob.)
- Puksuan
- Sibul
- Silahis
- Tagumpay
- Tala
- Talimundoc
- Tapulao
- Tenejero (Pob.)
- Tugatog
- Wawa (Pob.)